# Margaret Henley
Margaret Emma Henley (4 de septiembre de 1888 - 11 de febrero de 1894) fue la hija única del poeta y editor William Ernest Henley y su esposa Anna Henley (de soltera, Boyle). La amistad de Margaret con J. M. Barrie, a quien llamaba "fwendy" (es decir, "amistoso" pues era como pronunciaba "friendly"), fue la inspiración para el personaje de Wendy Darling en la obra teatral de Barrie Peter Pan; o el niño que no quería crecer (1904) y su novelización Peter Pan y Wendy (1911). También puede haber servido de inspiración para Margaret Dearth, la "niña soñada" del protagonista en la obra de Barrie de 1917 Dear Brutus, y para Margaret, la nieta de Wendy Darling, en Peter Pan.  De salud frágil, Margaret murió a la edad de cinco años de meningitis.  Fue enterrada en la finca rural del amigo de su padre, Henry Cust, en Cockayne Hatley, Bedfordshire.  